# Nu-funk

Nu funk, também conhecido como 'Ghetto Funk' é uma forma contemporânea do estilo musical dos anos 70 do género musical funk.
Desde meados dos anos 90 e até aos anos 2000, houve várias bandas que emergiram, que tocavam composições originais com intenção de imitar o som das bandas de deep funk dos anos 70. O conveito geralmente inclui instrumentos musicais vintage bem como equipamento de gravação e ainda a distribuição por discos analógicos.
Nu-funk é originário de Brooklynnos anos 80. A música era lenta, e dançável.
Ao contrário do funk originário baseado principalmente nos EUA, o nu funk foi um fenómeno mundial. As bandas mais conhecidas como The Quantic Soul Orchestra e The New Mastersounds vêm do Reino Unido. Outros países também são bem representados com bandas como The Poets of Rhythm da Alemanha e The Bamboos da Austrália. 
Desde o fim dos anos 2000 no entanto, o som do Nu-Funk influenciou-se pelo Hip-Hop, Funky Beats, Dubstep e Big Beat e tornaram-se uma forma de música mais baseada em samples. A batida do Nu-Funk é geralmente na ordem dos 100-120 BPM. 